# Orde del Santíssim Salvador (Branca Espanyola)
La branca espanyola de l'Orde del Santíssim Salvador de Santa Brígida és una branca de clausura de l'orde, exclusivament femenina, fundada per Marina de Escobar a Valladolid, cap al 1630.

## Història
La laica Marina de Escobar, molt devota i retirada a la vida de pregària i penitència. A partir d'una revelació mística, va voler fundar un convent a Valladolid, el de Santa Brígida, on s'instal·laria una comunitat de l'orde brigidí, fins llavors desconeguda als regnes hispànics. La revelació, deia la fundadora, li havia comunicat que havia de restaurar l'observança de la regla primitiva. Amb l'ajut del seu confessor, el jesuïta Luis de la Puente, va preparar la fundació, fent que l'orde fos només femení i de clausura monàstica estricta, vivint sota una versió lleugerament modificada de la Regla de Santa Brígida i denominant-lo Recol·lecció de l'Orde de Santa Brígida.
El 10 de novembre de 1629, Urbà VIII va aprovar la fundació amb el breu Ex incumbentis nobis, i el monestir va començar a funcionar en 1633.

## Actualitat i difusió
Avui compta amb quatre monestirs independents a Espanya (Valladolid, 1637; Vitoria, 1653; Lasarte (Guipúscoa), 1671; Paredes de Nava(Palència), 1671; Santa Cruz de Askoitia (Guipúscoa), 1690), quatre a Mèxic (Mèxic DF, 1743; Puebla, 1907; Tecate, 1975, i Tijuana, 1988), un a Veneçuela (Puerto Ordaz, 1999) i un al Perú (Huáraz-Ancash).
El 24 de desembre de 1983 se'n va crear una congregació religiosa de germanes, branca per fer apostolat i catequesi fora de la clausura, anomenada de les Missioneres del Santíssim Salvador i Santa Brígida.